# Pseudodiploexochus comorensis
Pseudodiploexochus comorensis is een pissebed uit de familie Armadillidae. De wetenschappelijke naam van de soort is voor het eerst geldig gepubliceerd in 1984 door Taiti & Franco Ferrara.